# Dlouhý Most
Dlouhý Most (en allemand : Langenbruck) est une commune du district et de la région de Liberec, en Tchéquie. Sa population s'élevait à 916 habitants en 2021.

## Géographie
Dlouhý Most se trouve à 7 km à l'ouest de Jablonec nad Nisou, à 7 km au sud du centre de Liberec et à 85 km au sud-est de Prague.
La commune est limitée par Liberec au nord, par Jeřmanice à l'est, par Hodkovice nad Mohelkou au sud, et par Šimonovice à l'ouest.

## Histoire
La première mention écrite de la ville date de 1547.

## Transports
Par la route, Pěnčín se trouve à 8 km de Liberec et à 103 km de Prague.